# Phaleas de Chalcédoine
Phaléas de Chalcédoine (en grec ancien Φαλέας ὁ Χαλκηδόνιος) est un homme politique de la Grèce antique du IVe siècle av. J.-C.
Contemporain de Platon, il fait partie des penseurs utopistes qui fleurissent à cette époque mouvementée de la démocratie athénienne. À l'instar d'Hippodamos de Milet, il plaide en faveur de l'égalisation des propriétés foncières et des fortunes comme solution à la grave crise économique que connaît la société grecque après les destructions causées par les guerres médiques et l'appauvrissement des petits propriétaires endettés.

## Histoire

### L'égalité, réductrice des discordes civiles
Les thèses développées par Phaléas nous sont connues de façon indirecte par le livre II de la Politique d'Aristote : Phaléas est l'un des premiers à promouvoir l'intérêt d'une plus juste répartition des richesses. La Grèce du IVe siècle av. J.-C. se remet difficilement des guerres médiques et connaît des difficultés économiques importantes qui alimentent les tensions politiques et sociales. L'exode rural, l'endettement des petits propriétaires, la dégradation des revenus chez les artisans et commerçants, les mercenaires démobilisés favorisent le succès de démagogues. Phaléas s'interroge sur les moyens d'enrayer ce processus dangereux. Il propose donc d'instaurer — de manière forcée — un meilleur partage de la propriété foncière et de l'éducation. Et l'artisan deviendrait une sorte de « fonctionnaire-esclave public ». Phaléas propose également de doser les réformes en agissant de manière radicale dans les colonies nouvelles, et de façon plus graduelle dans les villes déjà établies.

### Les critiques d'Aristote
Aristote émet de nombreuses réserves sur le projet de Phaléas de réglementer la seule propriété foncière. Il fait valoir que l’égalité des fortunes entre les citoyens ne peut se maintenir que par la limitation de la population : « Si le nombre des enfants devient trop grand pour l’importance de la fortune, il faudra bien abroger la loi. » La mesure proposée n’a que très peu d’intérêt aux yeux d’Aristote, car les riches s'opposeront à de telles mesures confiscatoires, qui ruineraient leur recherche d'un statut social enviable. Phaléas a en effet négligé de tenir compte du facteur moral, par exemple des prétentions des riches qui dépassent la simple égalité, ou encore de la perversité des hommes qui « une fois l’habitude prise, ont sans cesse besoin de plus, jusqu’à dépasser toute borne. » En outre, pour réglementer la propriété dans les États déjà constitués, il faudrait instaurer l’obligation pour les familles riches de se marier avec des familles pauvres, et favoriser ainsi les pauvres par des dots en biens fonciers. Montesquieu dans l’Esprit des lois a blâmé cette loi de Phaléas. Pour Aristote, puisque la cupidité des hommes est insatiable, plutôt que d'établir l'égalité des biens, il est préférable d'éduquer le peuple afin qu'il maîtrise ses désirs et ses envies : il doit être enseigné aux riches de restreindre leurs désirs extrêmes, et aux pauvres de rester « dans une position inférieure sans subir d’injustice. » Aristote fait également remarquer que l'égalisation de la richesse foncière n'épuise pas la question : des actifs comme le cheptel, le mobilier, l’argent monnayé, les esclaves sont également des richesses et donc, s'il fallait égaliser les richesses, les mesures à prendre risqueraient d'être en pratique encore plus mal acceptées.

## Source
- Aristote, Politique (lire en ligne)